# Бомон-ан-Бен
Бомон-ан-Бе́н (фр. Beaumont-en-Beine) — коммуна во Франции, находится в регионе Пикардия. Департамент коммуны — Эна. Входит в состав кантона Шони. Округ коммуны — Лан.
Код INSEE коммуны — 02056.

## Население
Население коммуны на 2010 год составляло 161 человек.
| 1962 | 1968 | 1975 | 1982 | 1990 | 1999 | 2010 |
| ---- | ---- | ---- | ---- | ---- | ---- | ---- |
| 148  | 127  | 128  | 157  | 138  | 137  | 161  |

## Экономика
В 2010 году среди 100 человек трудоспособного возраста (15—64 лет) 74 были экономически активными, 26 — неактивными (показатель активности — 74,0 %, в 1999 году было 67,0 %). Из 74 активных жителей работали 66 человек (36 мужчин и 30 женщин), безработных было 8 (3 мужчин и 5 женщин). Среди 26 неактивных 7 человек были учениками или студентами, 10 — пенсионерами, 9 были неактивными по другим причинам.